# Еврейский религиозно-культурный центр «Жуковка»
Еврейский религиозно-культурный центр «Жуковка» (ЕРКЦ «Жуковка») — крупнейший в России еврейский общинный центр ортодоксального иудаизма, открыт в 2015 году в деревне Жуковка Московской области на Рублево-Успенском шоссе.
В центре функционируют синагога, библиотека, детский развивающий центр, отель, кошерный ресторан, концертный зал.

## История

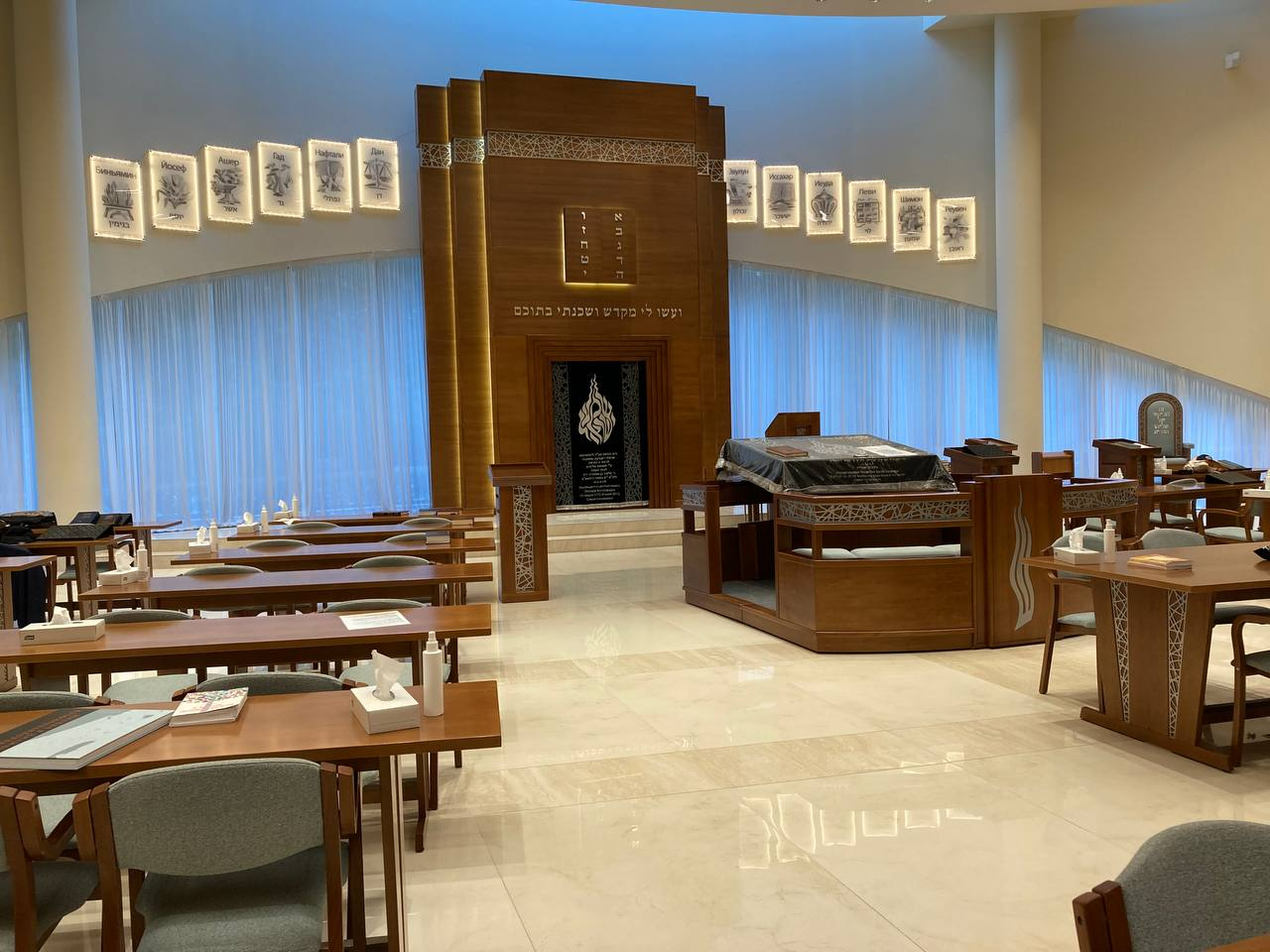
Синагога ЕРКЦ «Жуковка». Москва 2023 г.

Инициатором строительства центра для еврейской общины в 2009 году стал президент ФЕОР А. М. Борода, под руководством которого через шесть лет, в 2015 году, был открыт Еврейский религиозно-культурный центр (ЕРКЦ) «Жуковка». С момента основания Борода является главным раввином синагоги ЕРКЦ «Жуковка».
В открытии ЕРКЦ «Жуковка» приняли участие главный раввин Израиля Давид Лау и губернатор Московской области Андрей Воробьёв.
В здании площадью порядка 5,5 тыс. м². расположены синагога, концертный и банкетный зал, библиотека, детский развивающий центр, кошерный ресторан. Архитектурный проект здания был выполнен британской компанией Gensler по заказу ФЕОР. Если смотреть на здание сверху, оно напоминает посаженное в землю зерно, из которого вырастает дерево. Здание общинного центра находится на Рублёво-Успенском шоссе в парковой зоне, рядом расположены «Панда-парк» и гостевой дом.

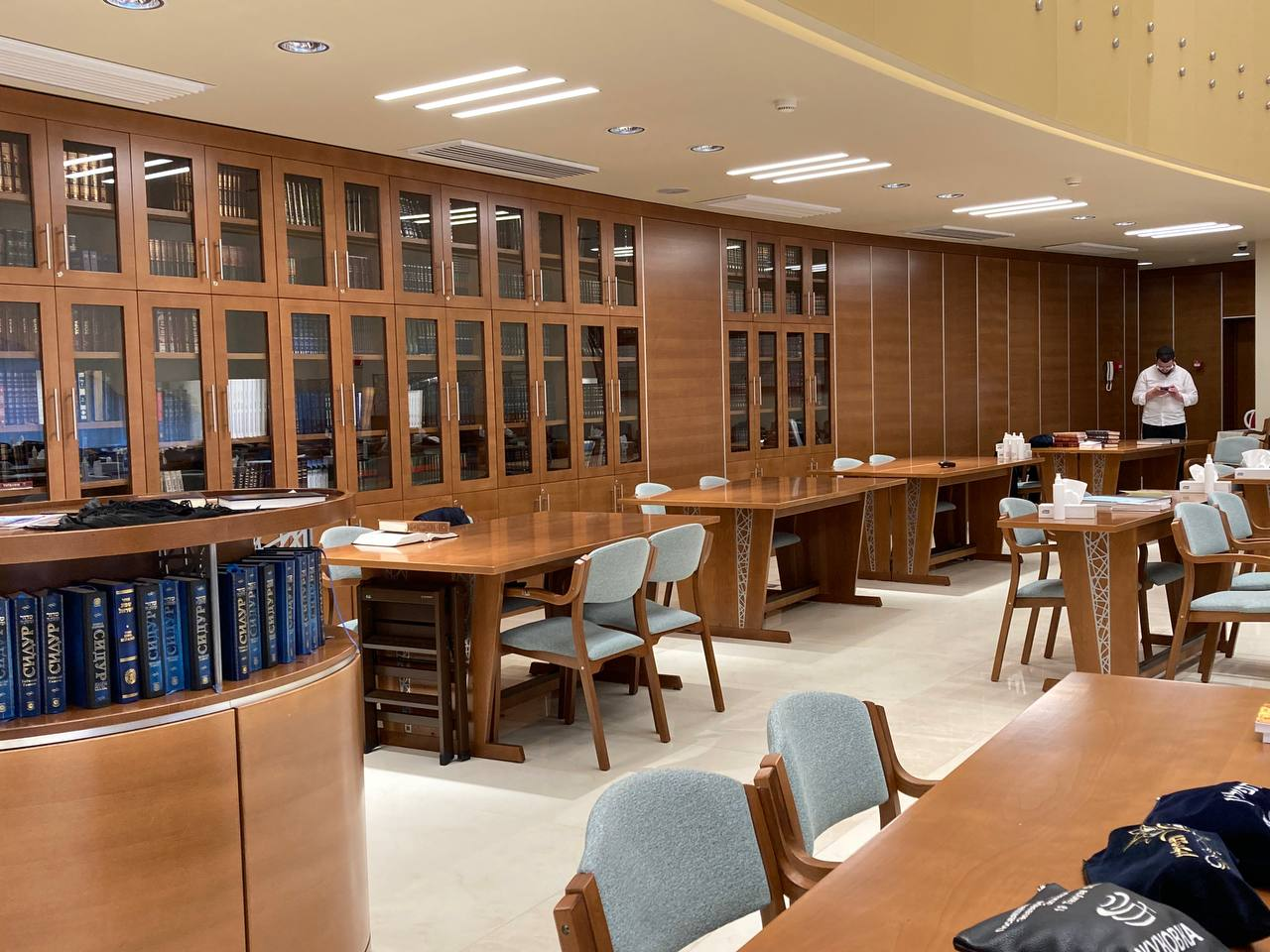
Синагога ЕРКЦ «Жуковка». Москва 2023 г.

Синагога ЕРКЦ «Жуковка» построена по канонам иудаизма и позволяет проводить все необходимые обряды: хупу, брит-милу, выкуп первенца и бар-мицву. Часть крыши синагоги открывается, что позволяет проводить церемонию хупы под открытым небом, как того требуют каноны иудаизма. В синагоге центра хранятся семь свитков Торы (Сефер-Тора) и библиотека, которую составляют в основном книги на иврите.
В июле 2016 года в центре была открыта миква для женщин. 
В 2018 году здание ЕРКЦ «Жуковка» стало первым религиозным объектом, отмеченным архитектурной премией The international property awards. Здание религиозного центра сразу победило в трех номинациях: «Строительство общественных проектов», «Архитектура общественных проектов», «Дизайн общественных зданий». Награждение состоялось в Лондоне в октябре 2018 года.

## Деятельность
В ЕРКЦ «Жуковка» проводятся семейные праздники, концерты, кинопоказы, выставки и другие культурные и образовательные мероприятия; и, конечно, ежедневные общественные молитвы, иудейские обряды и праздники, уроки Торы и иврита.